# Lathyrus aureus
Lathyrus aureus là một loài thực vật có hoa trong họ Đậu. Loài này được (Steven) D.Brandza miêu tả khoa học đầu tiên.

## Hình ảnh

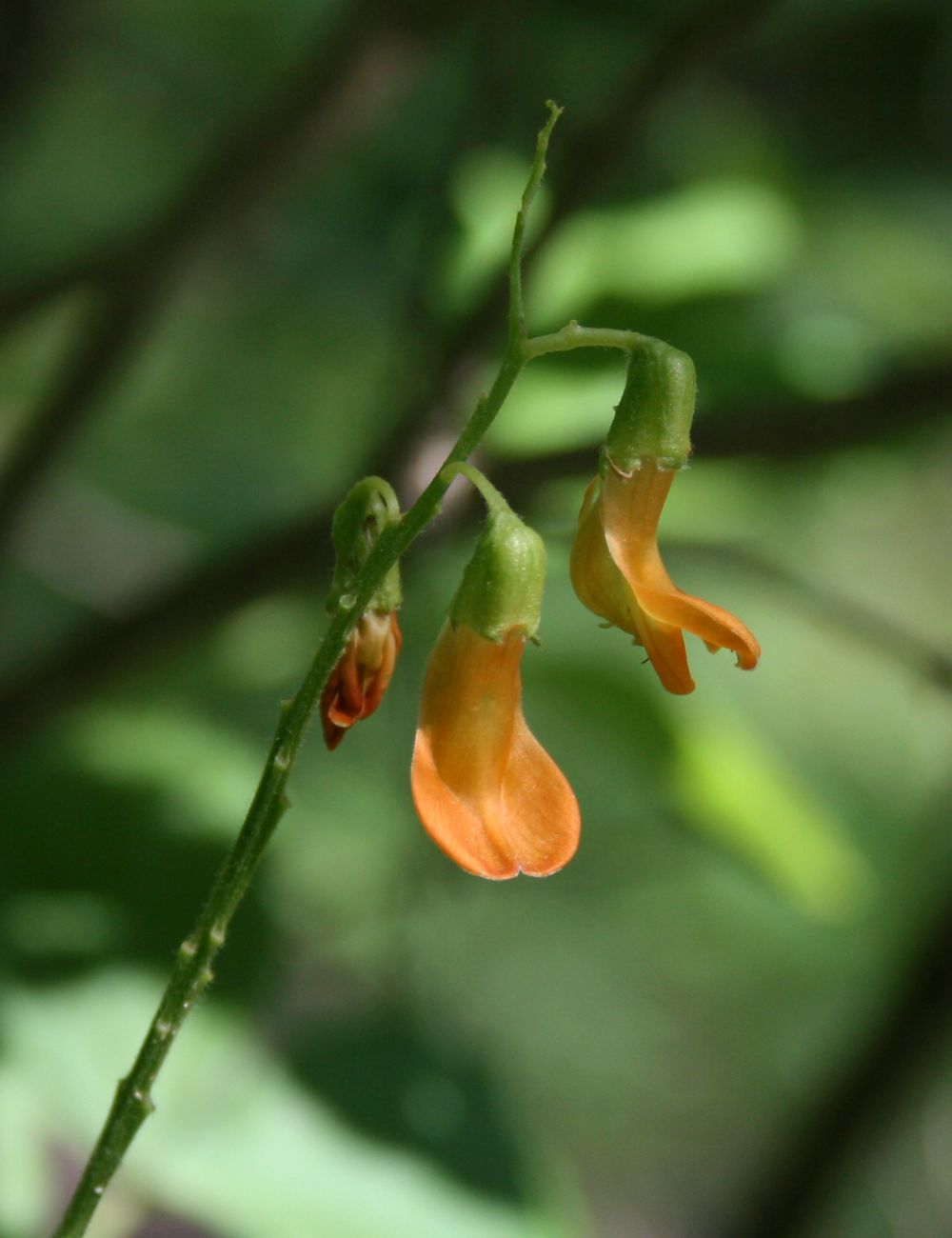
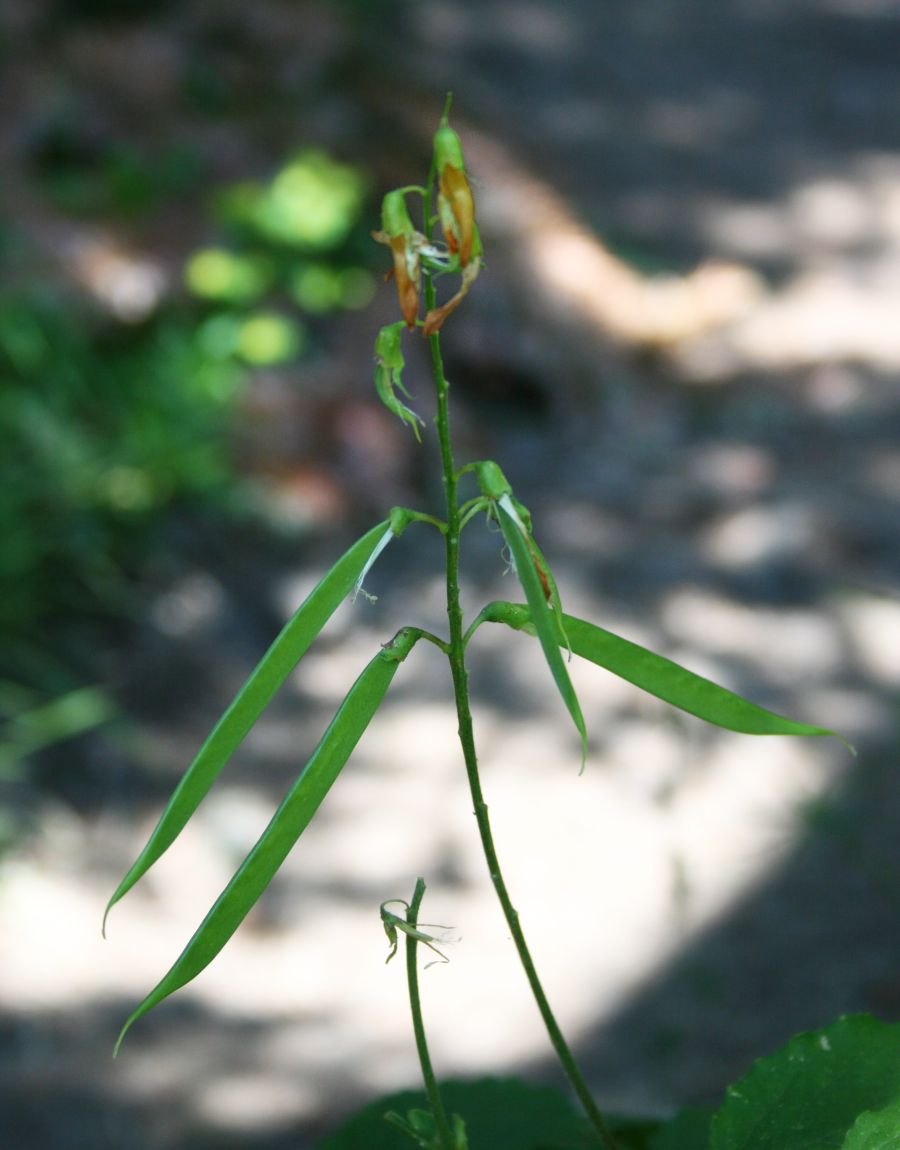
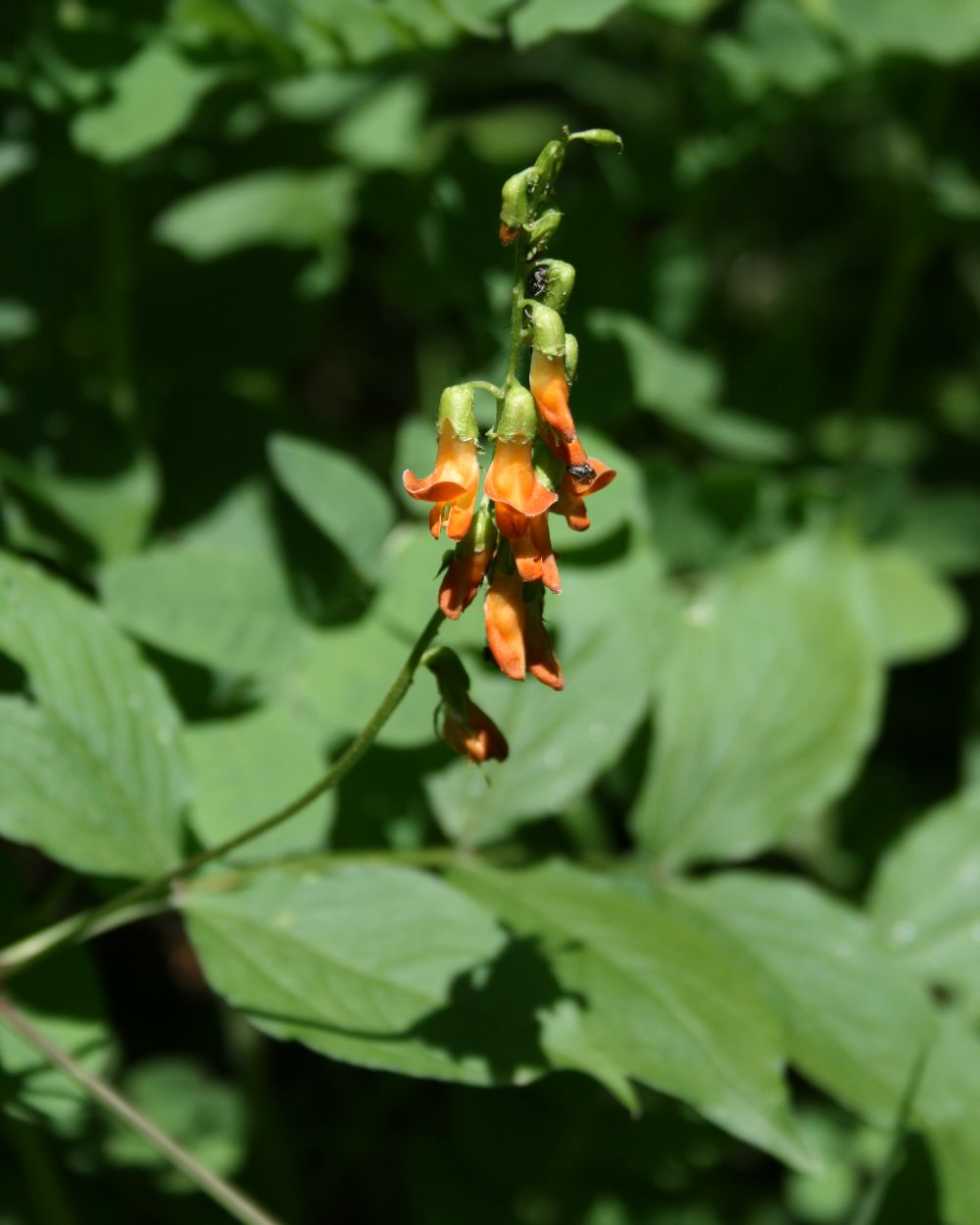
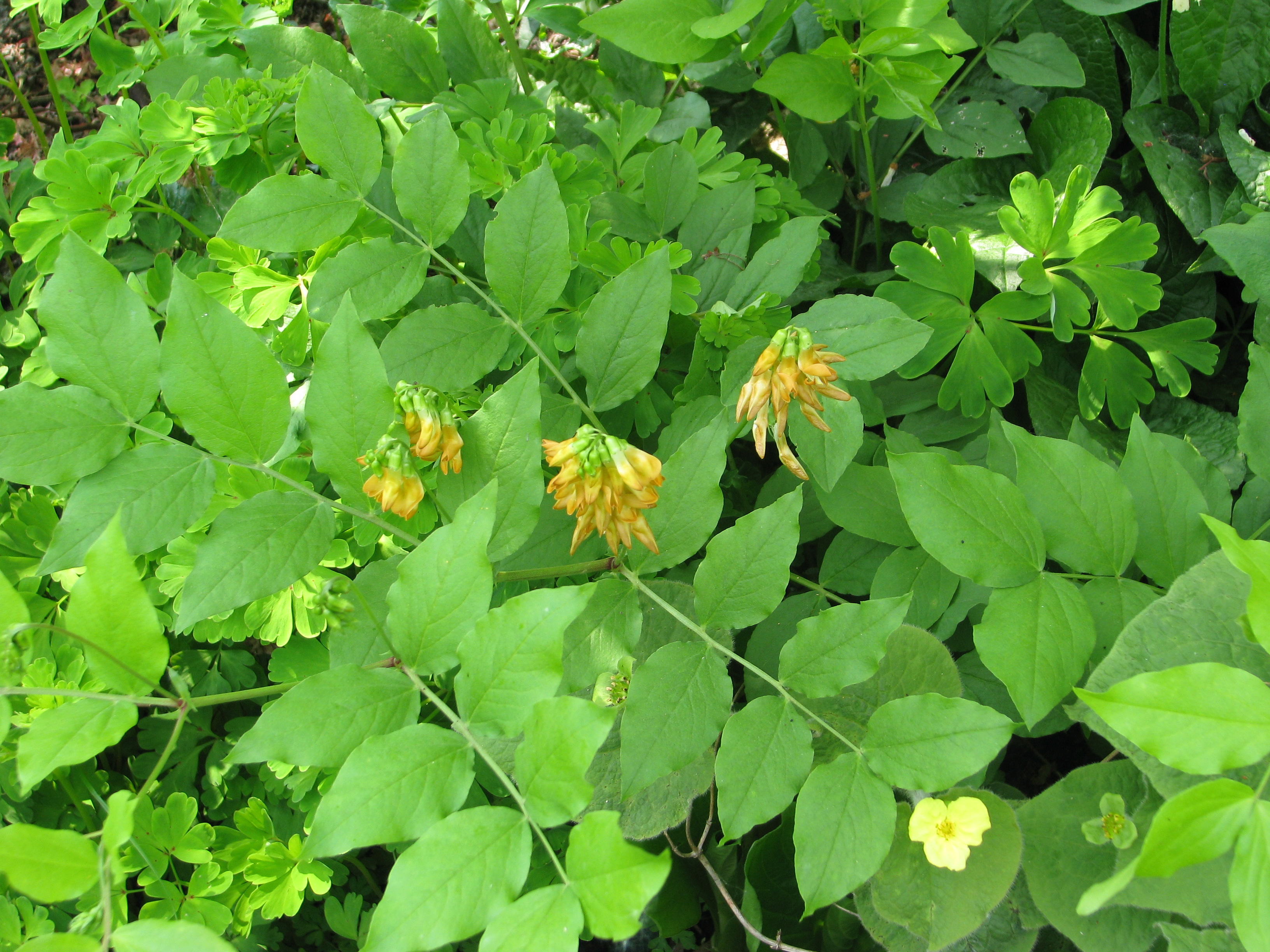